# Továrna na diplomy
Továrna na diplomy je firma, která prodává neplatné diplomy nebo akademické tituly. Výraz „továrna na diplomy“ se také používá pejorativně pro označení jakékoli vzdělávací instituce s nízkými standardy pro přijetí a absolvování, nízkou mírou uplatnění na trhu práce nebo nízkými průměrnými nástupními platy absolventů.
Diplomy mohou být vymyšlené, zfalšované nebo zavádějící. Tyto firmy mohou tvrdit, že udělují kredity za relevantní celoživotní zkušenosti, bez absolvování vzdělávacích programů. Mohou také tvrdit, že hodnotí pracovní historii, nebo vyžadovat předložení diplomové či disertační práce k posouzení, aby vzbudily zdání pravosti. Továrny na diplomy jsou často zaštítěny továrnami na akreditace zřízenými za účelem poskytnutí zdání autenticity.